# Tethrisis suzannae
Tethrisis suzannae is een zachte koraalsoort uit de familie Isididae. De koraalsoort komt uit het geslacht Tethrisis. Tethrisis suzannae werd in 1998 voor het eerst wetenschappelijk beschreven door Alderslade. 